# Luigi Grotto

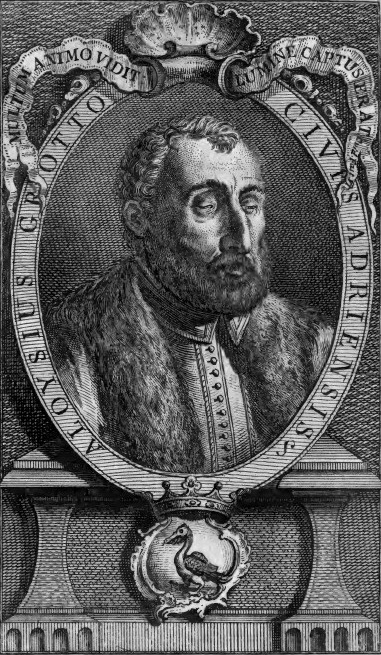

Luigi Grotto, född 7 september 1541 i Adria, död 13 december 1585 i Venedig, var en italiensk dramatiker, vanligen känd under namnet Il Cieco d'Adria. Namnet kommer sig av den blindhet som drabbade honom kort efter födelsen.
Trots blindheten lyckades Grotto bedriva litterära och filosofiska studier. Han vann stor framgång i Venedig, där han var bosatt, med sina verk, som förutom Orationi volgari (1586), en samling tal hållna på hemstaden Venedigs uppdrag vid några av dess fester, omfattar tragedier och komedier.